# 林崑岡

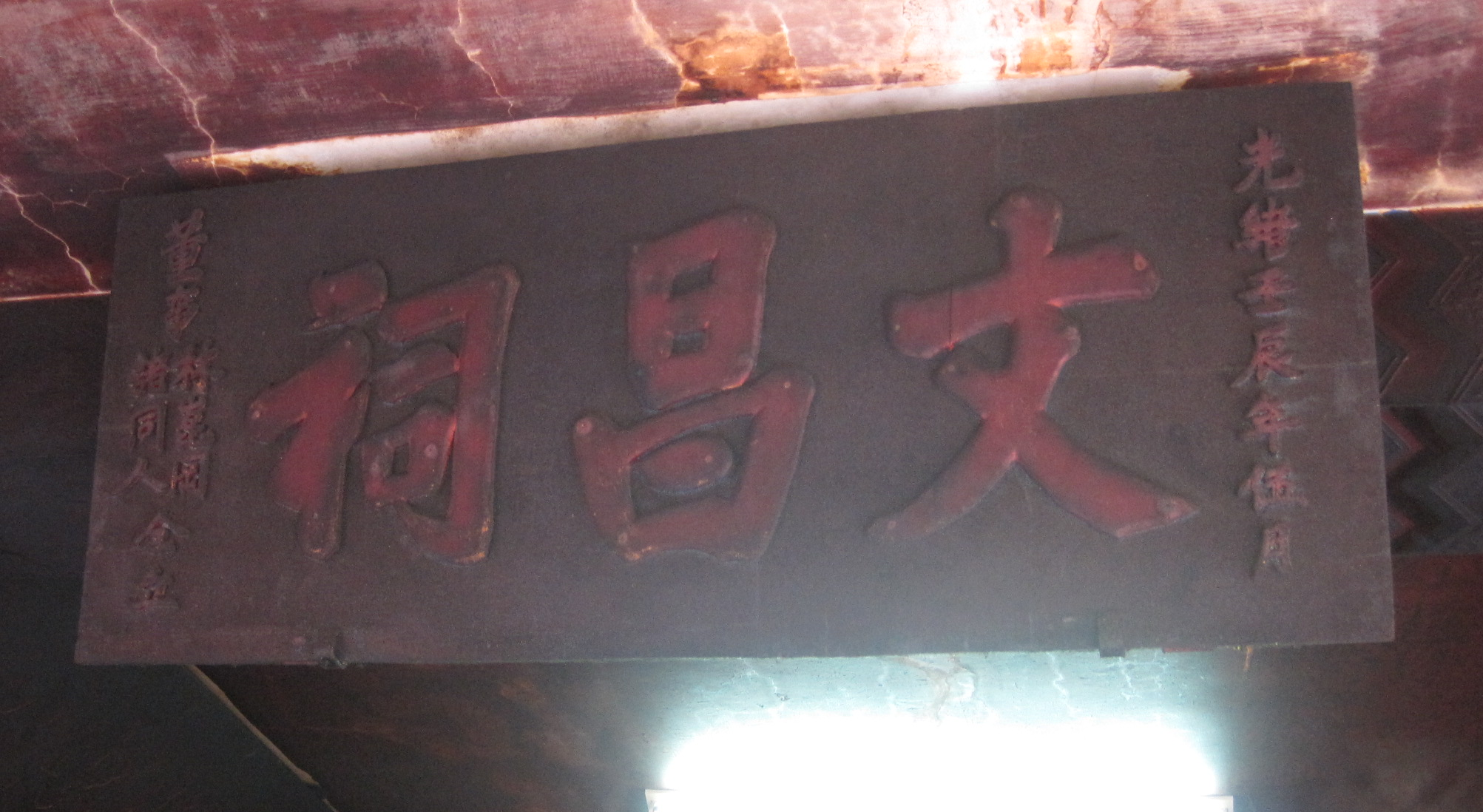
漚汪文衡殿「文昌祠」匾，上有董事林崑岡之名。

林崑岡（1832年12月15日—1895年10月20日），名碧玉，字爾音，崑岡是號。清末臺灣省嘉義縣漚汪（今臺南市將軍區西甲里）人，為嘉義武秀才。曾於鄉里家中設私墊，又在漚汪文衡殿內設立「育英書院」，擔任山長。為人急公好義，常為人排解糾紛，因率領義軍參與乙未戰爭而戰死於急水溪南畔的竹篙山，人稱「竹篙山之神」。
林崑岡因其事蹟，被一些廟宇所供奉，例如臺南學甲區的「忠神殿」、嘉義市的萬台宮（林府將軍）。

## 生平

### 生卒年月日爭議
關於林崑岡的生卒時間，因早期資料殘缺，日治時期林家後人為免麻煩，甚至連林崑岡夫婦及兩子的神主也不敢擺在廳堂供奉，導致相關事蹟在口耳相傳下產生多種版本。例如林崑岡過世時的歲數有50多歲（《讓臺記》）、45歲（《臺灣通史》）、64歲（《臺南縣誌》、吳新榮《震瀛採訪錄》）等說法。中華民國國家圖書館「臺灣記憶」網站將出生年標為1851年，即虛歲45的說法。遠流版《臺灣歷史辭典》、黃明雅《南瀛古厝誌》、凃順從 《南瀛抗日誌》等書則是標為道光十二年（1832年），即虛歲64的說法。
而關於逝世時間，林崑岡是於1895年逝世，但是日期則有所出入。如《臺灣通史》載為「（八月）二十有三日（10月11日）」，《臺南縣誌》則為「10月20日（九月三日）」，將軍鄉公所〈林崑岡之史實〉一文稱是「10月18日（九月一日）」。臺南市文化局「臺南研究資料庫」網站採用逝世於1895年10月20日的說法。

### 抗日之前
林崑岡祖先原本住在今臺南市北門區，後來才搬到今將軍區西甲。早年學文，後來學武，並考取武秀才。據說擅長「雙眼」與「被牌」，出門時「雙眼」總不離身。因林崑岡亦有相當文學素養，就在家中開設私塾。他曾擔任漚汪文衡殿的董事，並在廟中設立「育英書院」，出任山長。

### 抗日經過
關於林崑岡抗日的經過，有數種說法。
根據連橫《臺灣通史》（1920年）的記載，乙未戰爭嘉義城陷落後，林崑岡聽聞義勇軍履遭敗仗，乃召集曾文溪以北各莊人士籌組義勇軍，宣告說：「臺灣亡矣，若等將何往？吾欲率子弟，衛桑梓。若等能從吾乎？」響應者百餘人，公推新營莊生員沈芳徽為統率，而自己作為輔佐。派人赴臺南請求撥付武器裝備，但僅得舊銃數十桿。林崑岡率所部與日軍對戰於鐵線橋。崑岡手持盾牌與利刃，勇士數人跟隨之，踴躍前進，日軍因而稍為退卻。其後再戰於溝仔頭，殺死一日軍中尉，沿途莊民亦持械助戰。義勇軍採取遊擊戰術，日軍疲於奔命。農曆二十三日，日軍集中兵力發起總攻勢，崑岡指天發誓說：「天苟不欲相余，今日一戰，當先中彈而死。」眾人當場皆感激而泣。義勇軍鳴鼓出戰，林崑岡被子彈貫穿胸部，死時仍手握利刃坐於地，其長子亦於該役戰死。5日後，莊人收屍時，仍神色倔強如生，時年45歲。
根據吳新榮《震瀛採訪錄》（1981年）的說法，光緒廿一年八月廿六（1895年10月14日）有人在漚汪文衡殿前立起掛有白布的竹竿，白布上面並寫「大日本帝國順良民」的字樣。次日林崑岡大怒將竹竿白布撕棄，並向大眾表示願傾盡家產抗敵，號召附近聚落居民加入其行列。到了九月一日（1895年10月18日），前來的壯丁據說多達數千人。林崑岡之後排香案祝告天地，說假使日本的天年到了，他將中頭門銃，以免多殺同胞。隨後他命西甲戴姓的棉被牌陣為前鋒，進軍到竹篙山，與急水溪對岸渡仔頭的日軍對峙。數日之後兩方人馬交戰，但林崑岡中了頭門銃，右膝關節受傷無法行走。最後林崑岡以自己的軍刀自戕。

## 史蹟

### 故居
據說是利用漚汪文衡殿重建後用剩的建材所蓋成，故完成時間約在光緒二十、二十一年（1894、1895年）左右。外觀為一般的三合院。

### 忠神殿
林崑岡去世後，相傳有人見到他騎馬奔馳在竹篙山上，故認為他已成神，尊為「竹篙山之神」。1951年有鄉賢李石定捐地，建小祠奉祀，1979年請求南鯤鯓代天府五府千歲賜准，賜名「忠臣公」，重建小祠為「忠臣殿」。1989年再次重建，並將神明尊號改稱「忠神公」，廟名改稱「忠神殿」。祭典日在農曆二月初七。